# Аншлус
Аншлусът (на немски: Anschluß, букв. „свързване“) е анексията на Австрия от Германия, извършена на 12 март 1938 година.
От началото на 1938 г. националсоциалистическото правителство на Германия подготвя Аншлуса чрез политически и военен натиск на австрийските националсоциалисти върху законната власт в Австрия. Той е част от поредица подобни действия, при които Германия анексира области с немскоезично население, като е последван от отнемането на Судетската област от Чехословакия през октомври и на Мемелската област от Литва в началото на 1939 година. Тези събития са част от ескалацията на международното напрежение в Европа, довела до началото на Втората световна война през септември 1939 година.

## Предистория
Когато Германската империя и Австро-Унгария се разпадат през 1918 г., Австрия остава като малка държава с временно възприетото име Deutschösterreich („Германско-Австрия“), като огромното мнозинство от австрийските германци искат да се присъединят към Германия. Въпреки това споразуменията на победителите от Първата световна война (Версайският договор и Договорът от Сен Жермен) категорично забраняват съюза между Австрия и Германия, както и името „Германо-Австрия“, което след появата на Първата република Австрия през септември 1919 г. става „Австрия“. Конституциите както на Ваймарската република, така и на Първата австрийска република включват целта за обединение, подкрепяна от демократичните партии. Възходът на Хитлер обаче помрачава ентусиазма за подобен план.
След 1936 г. назрява обществена нагласа за обединение на Германия и Австрия в държавна структура под общо нацистко управление. Накърненото национално самочувствие на германските народи след Първата световна война избуява в няколко неефективни спонтанни митинга, незавършили с промяна на политическата конюнктура. Хитлер, австриец по произход, от много млада възраст е пангерманист и има пангерманска визия за Велик германски райх още от началото на политическата си кариера. Той каза в Моята борба (1924), че ще се опита да обедини родната си Австрия с Германия с всички възможни средства и със сила, ако е необходимо. След пълното овластяване на Хитлер и получаването на специалните правомощия едновременно на канцлер (съветник) и президент (главнокомандващ), Нацистка Германия е в предвоенна подготовка. Пропагандна кампания се провежда и в Австрия от местни нацистки организации, водени от Артур Зайс-Инкварт. Те прокламират противопоставяне на клаузите на Версайския договор и ответна реакция срещу несправедливостта. Това включва консолидиране на германската нация и борба за извоюване на водеща роля на световната сцена.
Към началото на 1938 г. Хитлер е консолидирал властта си в Германия и е готов да приложи този отдавна лелеян план. Зимата на 1937/38 година преминава в координирани подготовки на драматичен процес на обединение и сливане, наречен по-късно „Аншлус“. Хитлеровата администрация, в т.ч. и военна, е натоварена с предначертаване на плановете за инвазия в Австрия и евентуални бойни действия. Нагласата в германската армия е за мирно разрешение, но готовността е за употреба на всякакви средства. Предварително са отстранени политически неудобните фигури в армейското командване – фаворизираният от войската генерал Валтер фон Браухич и министърът на въоръжението генерал фон Бломберг, компрометирани и отстранени от Хитлер и Гьоринг.
Австрийският канцлер Курт Шушниг се обръща към Чехословакия, Югославия и Румъния (Малката Антанта). Хитлер реагира остро. През януари 1938 г. Австрийската нацистка партия прави опит за държавен преврат, след което някои нацисти са хвърлени в затвора. Хитлер извиква Шушниг в Берхтесгаден през февруари и настоява, под заплаха от военни действия, канцлерът да освободи затворниците и да им позволи да участват в правителството. Шушниг се подчинява и назначава пронацисткия адвокат Артур Зайс-Инкварт за вътрешен министър. За да предотврати намесата на Хитлер и да запази независимостта на Австрия, Шушниг насрочва референдум за 13 март. Хитлер иска плебисцитът да бъде отменен. Германското министерство на пропагандата публикува съобщения в пресата, че в Австрия са избухнали бунтове и че голяма част от австрийското население призовава германските войски да възстановят реда. На 11 март Хитлер изпраща ултиматум на Шушниг, изисквайки той да предаде цялата власт на австрийските нацисти или ще има инвазия. Британският посланик в Берлин Невил Хендерсън регистрира протест пред германското правителство срещу използването на принуда срещу Австрия. Шушниг, осъзнавайки, че нито Франция, нито Обединеното кралство ще го подкрепят, подава оставка в полза на Зайс-Инкварт, който след това призовава германските войски „да възстановят реда“.

## Тактика на похода
Германските танкови войски, съставени предимно от леки танкове, са разделени на три танкови дивизии. Втората от тях, дислоцирана във Вюрцбург и под командването на Гудериан е преместена в Пасау, Югоизточна Бавария. Към нея са придадени две механизирани (автомобилизирани) пехотни дивизии. Този корпус е натоварен със задачата в бърз марш да премине границата на 11 – 12 март 1938 г. и да продължи в направление към град Линц. Походът се осъществява с пълното знание и подготовка на местното население и предварително е координирано съдействието на австрийските въоръжени сили.
На 11 март 1938 г. германски и австрийски войници вдигат бариерите на граничните пунктове и танковете на Гудериан, закичени с германски и австрийски знамена, зеленина и друга положителна украса навлизат на австрийска територия. Походът ползва развитата пътностопанска инфраструктура и бързо стига Линц, където пренощува зимната виелица в очакване на Хитлер. Войските не срещат съпротива и са посрещнати от аплодиращи австрийци. Начело на Генералния щаб на германските сухопътни войски от януари 1938 г. е генерал фон Бок, а реално влияние в него вече придобива развития от генерал Хайнц Гудериан танков корпус. За фактическото извършване на процеса се разчита на механизираните дивизии и елитния гвардейски полк на Хитлер. На 12 март във Виена е организирано факелно шествие за посрещане на освободителите, които закъсняват, но се реабилитират с голям военен парад пред очите на Хитлер на 14 март 1938 г. в центъра на Виена и пред Щаатсопера. Процесът продължава с включване на австрийските въоръжени сили в личния състав на Вермахта.
Това нахлуване е първото голямо изпитание за Вермахта. Австрия става германска провинция Остмарк, с губернатор Зайс-Инкварт. На 10 април се провежда референдум, в който 99,73% от гласувалите официално подкрепят аншлуса. 

## Международен отзвук
Чуждестранните държавници и дипломати отчаяно се опитват да приспят неспокойствието в своите държави като омаловажават тежестта на това политическо събитие. Подобни са изказванията и на Уинстън Чърчил, по това време още само член на парламента и отявлен критик на английския премиер-конформист Невил Чембърлейн. Чърчил публично твърди, че германския акт не е нищо повече от „изтрополяване през границата след трима замаяни баварски провокатора“. От позицията на участник в похода Гудериан коментира и разобличава мнението на Чърчил в своята книга „Внимание: Танкове!“. Чърчил е политикът, заявил: 
| „ | „Историята ще бъде добра към мен, защото аз възнамерявам да я напиша!“ | “ |

 и именно поради това неговите твърдения трябва да бъдат стриктно преценявани.

## Мюнхенски Сговор
Агресивната външнополитическа активност на НСДАП и германската държава е последвана от тревожен международен отзвук, намерил реализация в политическата среща на високо равнище в Мюнхен през 1938 година. Мюнхенското съглашение е съставено на 29 септември 1938 година и подписано на следващия ден от райхсканцлера на Германия Адолф Хитлер, премиера на Великобритания Чембърлейн, премиера на Франция Даладие, и премиера на Италия Мусолини. Споразумението уговаря предаването на Судетската област от Чехословакия на Германия. Само по себе си това е един последен реверанс на международната общност и „Великите сили“ към Германия, с който те откровено признават несполучливостта и неудачността на Версайския договор. Срещата в Мюнхен има за цел да овладее възродените немски амбиции за експанзия, като за последните им се предостави „зелена улица“. Западните страни се съгласяват с германското искане за анексиране на Судетската област, а после и на цяла Бохемия. След 2 дни е подписано и Мюнхенското споразумение, уреждащо това. Малката страна е поканена само да подпише.
С отнемането на Клайпеда (наричана от германците Мемел) от Литва приключва „безкръвната“ част от Втората Световна Война или Фазата на Аншлуса.